# Crepidodera decolorata
Crepidodera decolorata — вимерлий вид жуків з групи земляних блішок родини листоїдів (Chrysomelidae), описаний з пізньоеоценового Рівненського бурштину України. Вперше описаний українським палеонтологом Євгеном Перковським, фахівецем з викопного біорізноманіття у бурштинах.